# Brenthia albimaculana
Brenthia albimaculana là một loài bướm đêm thuộc họ Choreutidae. Nó được tìm thấy ở Indonesia, New Guinea và Úc.
Adults have dark brown wings with white patches.
The larvae are pale yellow và grow to a length of about 6 mm.